# Мэрэчиняну, Стефания

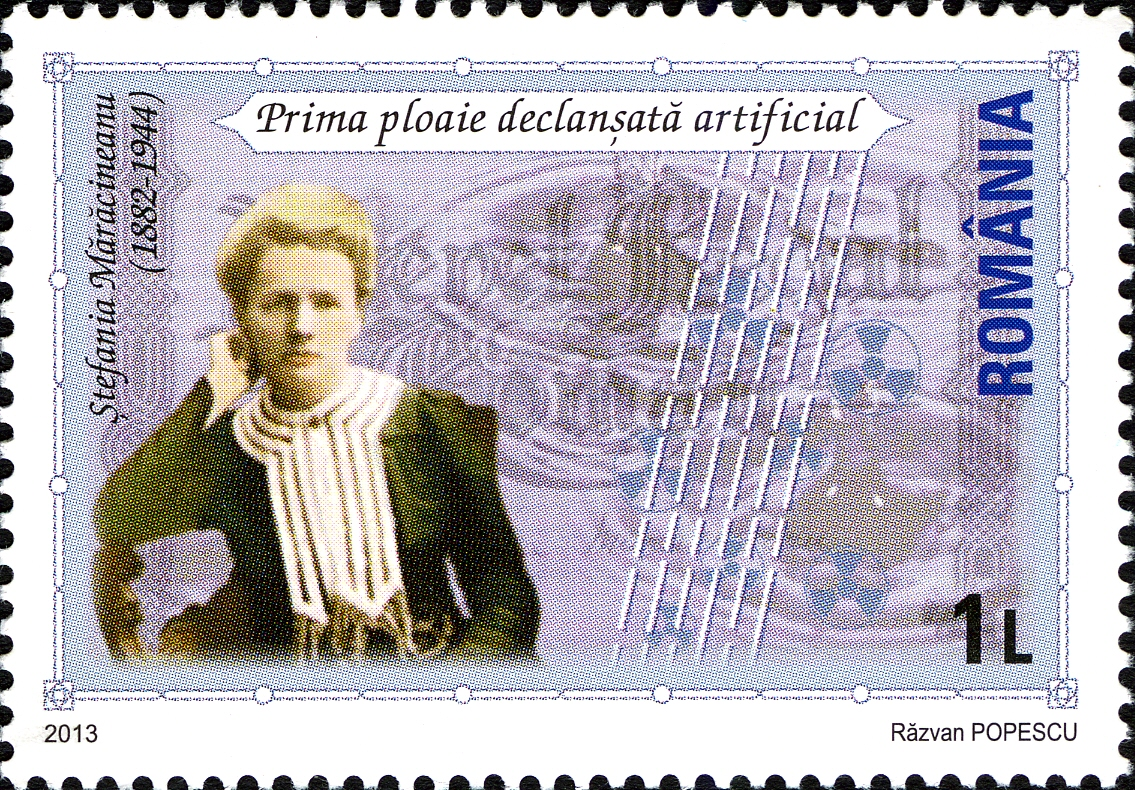
Штефания Мэрэчиня́ну на почтовой марке Румынии. 2012 г.

Штефания Мэрэчиня́ну (рум. Ștefania Mărăcineanu; 18 июня 1882, Бухарест — 15 августа 1944, Бухарест — румынский химик и физик, учёная-экспериментатор. Доктор физико-химических наук. Профессор (с 1925).

## Биография
После окончания Центральной школы для девочек в Бухаресте, обучалась в Бухарестском университете, в 1910 году получила степень в области физико-химических наук. Учительствовала. После Первой мировой войны отправилась в Париж.
С 1919 до 1926 год занималась исследованием радиоактивности в Институте радия вместе с Марией Кюри. В 1924 защитила докторскую диссертацию в Институте радия.  Сама  Мария Кюри писала: "Мадмуазель Мэрэчиняну много лет работала в моей лаборатории и недавно получила степень доктора в области физических наук. Я особенно ценю её научную работу."

## Научная деятельность
С. Мэрэчиняну исследовала полураспад полония, разработала методы измерения альфа-распада. Эта работа привела её к убеждению, что радиоактивные изотопы могут быть сформированы из атомов в результате воздействия альфа-лучей полония. Она также исследовала возможность влияния солнечного света на индукцию радиоактивности (работа, которая была позже оспорена другими учёными).
В 1920-х годах Стефания Мэрэчиняну объявила научному сообществу о своём открытии радиоактивности свинца, возникающей под действием солнечного света. При содействии покровителя и поклонника Мэрэчиняну, профессора-астронома Деландра ей была предоставлена возможность доложить о результатах исследований форуму Парижской академии наук и опубликовать их в «Отчётах Парижской академии наук».
В докладе она привела анализ образцов свинцовой черепицы, взятой со старинной кровли парижской обсерватории, показавший наличие в свинце ртути и золота. Ученые Радиевого института Марии Кюри, пригласившие Стефанию на место ассистента, и физики других стран Европы бросились добывать образцы для повторных анализов — дома со старыми свинцовыми крышами оказались под угрозой. Но все опыты были напрасны. Вновь сказался пресловутый «эффект грязи» — примеси неизбежно присутствуют в любом металле, и румынская исследовательница выделила из свинцовой черепицы примесь золота.
Стефания Мэрэчиняну систематически совершенствовала постановку экспериментов. Она испытывала куски свинцовой крыши и установила: свинец с южной стороны башни значительно активнее, чем с северной. Этим она якобы доказала, обнаружив, хотя и слабое, альфа-излучение. Обратная сторона свинцовых черепиц, не подвергавшаяся воздействию солнца, во всех случаях не показывала активности. У Мэрэчиняну уже была готова теория об «обратном превращении» свинца в радиоактивный полоний и другие продукты распада; она двигалась назад по радиоактивному ряду. Но безуспешно.
Опубликовала много работ в 1919—1930 в престижных научных журналах. В 1925 году была назначена ассистентом на факультете наук в Бухаресте, где организовала первую лабораторию. 
До 1930 она продолжала работать в Париже, после чего вернулась в Румынию, продолжая проводить эксперименты и исследуя связь между радиоактивностью осадков и осадками после землетрясений.
Позже Мэрэчиняну утверждала, что с помощью румынской Академии наук она обнаружила искусственную радиоактивность и заслуживает того, чтобы разделить Нобелевскую премию с Марией Склодовской-Кюри, что привело к её изоляции в среде учёных мира.
Умерла в 1944 году.